# Дело Европейского центра суррогатного материнства
Дело «Европейского центра суррогатного материнства» — уголовное дело в России по обвинению директора и врачей-репродуктологов «Европейского центра суррогатного материнства», а также нескольких иных лиц по ч. 3 ст. 127.1 УК РФ (торговля людьми, повлекшая по неосторожности смерть, причинение тяжкого вреда здоровью потерпевшего или иные тяжкие последствия в составе организованной группы). Это уголовное дело вызвало значительный общественный резонанс и изменение правового регулирования суррогатного материнства в России.

## Ход событий
Уголовное дело было возбуждено следователем по особо важным делам Главного следственного управления Следственного комитета РФ майором юстиции Л.В. Смирновой 7 июля 2020 года по итогам длившегося с середины января 2020 года расследования по факту смерти новорожденного младенца на квартире в Одинцово 9 января 2020 года.
Российская компания «Европейский центр суррогатного материнства» (ЕЦСМ) оказывала услуги иностранным гражданам по вынашиванию для них детей российскими суррогатными матерями. Пока шел процесс оформления документов для того, чтобы клиенты могли вывезти этих детей из России, младенцы вместе с няней находились в съемной квартире в  Одинцово. Один из младенцев из одинцовской квартиры появился на свет с родовой травмой — кефалогематомой, поэтому после рождения ему была сделана операция на головном мозге. 9 января 2020 этот мальчик умер (как позже установила экспертиза, это произошло из-за синдрома внезапной детской смерти). Когда няня вызвала скорую помощь, то вместе с медиками приехали и полицейские. Троих оставшихся в квартире детей изъяли органы опеки и поместили в Видновский специализированный дом ребенка для детей с органическим поражением центральной нервной с нарушением психики, несмотря на то, что, по словам адвоката Игоря Трунова, они были совершенно здоровы. Следственный комитет возбудил два уголовных дела — о причинении смерти по неосторожности (часть 1 статьи 109 УК) и о торговле людьми (часть 2 статьи 127.1 УК). Позже дело переквалифицировали на более тяжкую статью — часть 3 статьи 127.1 (купля-продажа людей, повлекшая по неосторожности смерть, в составе организованной группы). 
14 июля 2020 года были взяты под стражу заведующий отделением в Центре материнства и репродуктивной медицины «Петровские ворота» эмбриолог Тарас Ашитков, его жена — ведущий репродуктолог в том же центре Юлиана Иванова, а также акушер-гинеколог московского роддома №3 Лилия Панаиоти, а также курьер ЕЦСМ Валентина Чернышова, которая возила для детей лекарства, памперсы, сопровождала суррогатных матерей на врачебные приемы. Через два дня были взяты под стражу генеральный директор ЕЦСМ Владислав Мельников, Кирилл Анисимов, который работал в ЕЦСМ переводчиком с китайского языка и юрист фирмы «Росюрконсалтинг» Роман Емашев. Обвинения также предъявили двум суррогатным матерям — Татьяне Блиновой (ее поместили под домашний арест) и  Ирине Когут (ее объявили в международный розыск). В международный розыск был объявлен и находившийся на момент возбуждения уголовного дела в отпуске за пределами России глава фирмы «Росюрконсалтинг» Константин Свитнев, которого обвинение назвало лидером организованной преступной группы; было принято заочное решение о его аресте.
24 апреля 2020 года следствие получило результаты генетической экспертизы, которая, по словам Свитнева, полностью подтвердила прямое генетическое родство между обнаруженными следствием якобы «рожденными от неустановленных лиц» и «предназначенными на продажу» детьми в Одинцове и их генетическими родителями-иностранцами. Было признано, что отцами 14 детей, рожденных в России от суррогатных матерей, были граждане Филиппин и Таиланда. Теперь обвинение было основано на том, что для оплодотворения суррогатных матерей якобы незаконно использовались донорские ооциты, что, по словам адвоката Владислава Мельникова Людмилы Айвар «на самом деле не запрещает закон».
Следствием уголовного дела стал внесенный 11 июля 2020 года законопроект, подготовленный заместителем председателя Государственной думы РФ Петром Толстым о запрете суррогатного материнства для иностранцев и одиноких отцов. В пояснительной записке к законопроекту Толстой ссылался на уголовное дело «преступной группы Свитнева». В декабре 2022 года такой закон, который также запрещает использовать донорские ооциты при суррогатном материнстве, был принят.
В мае 2022 года Никулинский районный суд Москвы приговорил к шести годам колонии строгого режима переводчика «Росюрконсалтинга» Кирилла Анисимова. Позднее заместитель гендиректора «Росюрконсалтинга» Роман Емашев и курьер Валентина Чернышова признали себя виновными и были приговорены к пяти годам колонии строгого и общего режима соответственно. 
Летом 2022 года было утверждено обвинительное заключение в отношении Тараса Ашиткова, Юлианы Ивановой, Лилии Панаиоти, Владислава Мельникова и двух суррогатных матерей. 3 ноября 2023 года Никулинский районный суд признал виновными всех обвиняемых и приговорил:
- генерального директора ЕЦСМ Владислава Мельникова — к 19,5 годам лишения свободы;
- врача Тараса Ашиткова — к 17,5 годам лишения свободы;
- врача Юлиану Иванову — к 16,5 годам лишения свободы;
- врача Лилию Панаиоти — к 16 годам лишения свободы;
- суррогатную мать Лилию Валееву — к 10,5 лет лишения свободы с отсрочкой до того, как ее ребенку исполнится 14 лет.
- суррогатную мать Татьяну Блинову — к 4 годам лишения свободы.

По словам адвокатов обвиняемых, на протяжении предварительного и судебного следствия не было добыто ни одного доказательства, свидетельствующего о том, что их подзащитные совершали торговлю детьми. Адвокат Мельникова Людмила Айвар заявила, что «государственное обвинение и Следственный комитет в лице расследовавших дело следователей сделали все таким образом, чтобы очевидные, установленные законом процедуры, регламентируемые Семейным кодексом, Законом об охране здоровья граждан, а также документами Минздрава, превратить в нечто противозаконное».